# Fontamara
Fontamara är en roman från 1930 av Ignazio Silone. Den filmatiserades 1980 med Michele Placido i huvudrollen som Berardo Viola. 